# Rogerio Frugardi
Rogerio Frugardi (in latino Rogerius Salernitanus), conosciuto anche come Ruggero Frugardo o Roggerio di Frugardi oppure ancora Rogerius Parmensis (in volgare Ruggero da Parma), poiché era figlio di Frugardo medico a Parma (fl. seconda metà XII secolo) è stato un medico italiano.

## Biografia
Ruggero esercitò l'arte medica presso la Scuola Medica Salernitana. È riferibile a lui un importante trattato di chirurgia, noto come Practica Chirurgiae, scritto intorno al 1170. È chiamato anche Chirurgiae Magistri Rogerii in quanto sarebbe stato compilato da un suo discepolo, Guido d'Arezzo.
I suoi riferimenti furono gli insegnamenti dei bizantini Alessandro di Tralles e Paolo di Egina, ma poté studiare certamente anche l'opera dei chirurghi arabi e specialmente quella del persiano Ali ibn Abbas al-Majusi.
La sua dottrina ebbe vasta influenza, accanto al pensiero galenico, fino al Rinascimento.

## Opera
Il Practica Chirurgiae è un testo molto importante nella storia della chirurgia perché consente di appurare lo stato dell'arte a quell'epoca. La Chirurgia si sviluppa in quattro libri dedicati alle varie parti del corpo: testa, collo, torace, arti superiori e arti inferiori. Parte da una accurata trattazione anatomica frutto di studi autoptici praticati in particolare sui maiali, e dopo aver descritto l'aspetto patologico, conclude con la terapia.
È rilevante la descrizione che si fa di alcune tecniche chirurgiche riguardanti la sutura dei vasi sanguigni con fili di seta, quelle riguardanti la cura delle lesioni viscerali nella traumatologia aperta dell'addome, le tecniche di trapanazione del cranio e la terapia medica del gozzo con spugne e alghe contenenti iodio.
Rogerio fa anche riferimento all'utilizzo della spongia somnifera, una spugna imbevuta con estratti di varie sostanze, compreso l'oppio, che serviva evidentemente a dare qualche sollievo ai pazienti operati limitando la percezione del dolore e che era stata già utilizzata dagli antichi romani.
Il suo testo, considerato il primo testo di chirurgia realizzato in terra italica, rappresenterà la base della chirurgia medioevale e sarà ripreso da altri grandi chirurghi, per essere usato anche nelle prime università quali quelle di Bologna e di Montpellier, celebre per gli studi medici. Lo stile è semplice, asciutto, e privilegia la descrizione rispetto alle lunghe e dottrinali citazioni di altri autori, approccio tipico di un "prontuario" pratico piuttosto che di un "trattato" erudito di chirurgia.
È il connotato dei maestri della Scuola medica salernitana che, tra i tanti primati, avrà quello di sancire la primazia dell'esercizio della chirurgia da parte di medici abilitati da un corso di preparazione specialistico (da effettuarsi sempre a compimento degli studi liberali) e da un adeguato tirocinio pratico contrariamente a quanto era accaduto fino ad allora, quando la chirurgia era stata demandata ai cerusici, barbieri e norcini privi di qualsiasi cultura settoriale.

### Fortuna dell'opera
Il più importante commentario della Chirurgiae Magistri Rogerii fu quello realizzato da Rolando da Parma, allievo di Ruggero, scritto intorno al 1240, la Chirurgia Rolandi.
Da entrambi questi testi derivano le  Glossulae quatuor magistrorum super chirurgiam Rogerii et Rolandi che ebbero grandissima diffusione.

La circolazione dell'opera continuò anche con l'invenzione della stampa: 
(Arturo Castiglioni, RUGGERO Frugardo o dei Frugardi)